# The Longest Johns
The Longest Johns er en britisk folk-/vokalgruppe fra Bristol, England. Kvartetten består af Andy Yates, Dave Robinson, Robbie Sattin og Jonathan "JD" Darley. De fire fik i januar 2021 et internationalt gennembrud med en indspilning af den gamle new zealandske sømandsvise "The Wellerman" (orig. "Soon May the Wellerman Come"), som lidt tilfældigt blev udgivet på det sociale medie TikTok.
Repertoiret består hovedsageligt af gamle sømandsviser, der som oftest fremføres A cappella. Enkelte numre indeholder også instrumenter.

## Historie
Andy Yates, Dave Robinson, Jonathan Darley ("JD") og Josh Bowker optrådte sammen første gang til en vens havefest i anledning af den årlige Queen's Jubilee i 2012. Det var egentlig bare for sjov. Men kvartetten fandt ud af, at de måske havde fat i noget rigtigt - The Longest Johns var skabt.
Bandet arbejdede derefter på den første udgivelse, EP'en Bones in the Ocean, som udkom 27. maj 2013. Senere samme år (2. december) udkom kvartettens anden EP, Christmas at Sea.
I 2015 blev der imidlertid skiftet ud i bandet, da medstifter Josh Bowker måtte melde afbud til den årlige 'Sea Shanty'-festival i Falmouth, Cornwall. I stedet trådte Robbie Sattin til, som siden har været fast medlem.
The Longest Johns begyndte herefter at samle numre til et egentlig debutalbum. Det udkom 18. juni 2016 og kom til at hedde Written in Salt.
I løbet af den efterfølgende tour blev sangerinden Anna Cornish del af kvartettens line-up, og i november 2017 annoncerede bandet via sin Facebook-side, at Cornish var optaget som medlem af bandet.
I April 2018 begyndte indspilningerne til The Longest Johns' andet studiealbum 'Between Wind and Water', der udkom et par måneder senere, 19. juni 2018. Efter den følgende tour meddelte Anna Cornish dog, at hun i stedet valgte at satse på sit andet orkester, The Norfolk Broads.
Kvintetten blev på ny til en kvartet, og 10. juni 2020 udgav de fire så deres tredje album 'Cures What Ails Ya'.
28. januar 2022 udkom bandets fjerde udspil. 14 sange tilsammen under den sørøveragtige titel 'Smoke & Oakum'.

## Diskografi

### Studiealbum
- Written in Salt - (17. juni 2016)
- Between Wind and Water - (7. juni 2018)
- Cures What Ails Ya - (10. juni 2020)
- Smoke & Oakum - (28. januar 2022)

### EP'er
- Bones in the Ocean - (27. maj 2013)
- Christmas at Sea - (2. december 2013)

### Singler
| Titel                                   | År   | Højeste hitlisteplacering | Album             |
| Titel                                   | År   | UK                        | Album             |
| --------------------------------------- | ---- | ------------------------- | ----------------- |
| "Drunken Sailor"                        | 2013 | —                         | Written in Salt   |
| "Christmas at Sea"                      | 2013 | —                         | Non-album singles |
| "Fairytale of New York"                 | 2019 | —                         | Non-album singles |
| "(See You All) When Lockdown Ends"      | 2020 | —                         | Non-album singles |
| "Wellerman"                             | 2021 | 37                        | Non-album singles |
| "Hard Times Come Again No More"         | 2021 | —                         | Smoke & Oakum     |
| "The Mary Ellen Carter"                 | 2021 | —                         | Smoke & Oakum     |
| "The Workers Song" (feat. Seth Lakeman) | 2021 | —                         | Smoke & Oakum     |

## The Wellerman på TikTok
Ifølge bandmedlem Robbie Sattin var det skotten Nathan Evans, der for alvor gjorde 'The Longest Johns' berømte. I starten af januar 2021 udgav han sin version af den gamle sømandsvise 'The Wellerman' på medieplatformen TikTok. Den blev hurtigt et hit blandt tjenestens brugere, og journalister og folk i pladebranchen begyndte at ringe til Evans for at spørge til sømandsviser. Han henviste med det samme til 'The Longest Johns', som i 2018 havde udgivet nummeret på albummet 'Between Wind and Water.
Som en del af en social lockdown-aktivitet under Corona-epidemien fik de fire briter 6.500 brugere til at synge med på 'The Wellerman'. Projektet blev døbt The Wellerman Community Project. Sangen blev genudgivet 16. april 2021 på blandt andet videotjenesten YouTube, hvor den ved udgangen af juli havde opnået omkring 2 millioner visninger.